# Redispatch (Stromnetz)
Redispatch ist im Bereich des Stromhandels ein Eingriff zur Anpassung der Leistungseinspeisung von Kraftwerken auf Anforderung des Übertragungsnetzbetreibers mit dem Ziel, auftretende regionale Überlastungen einzelner Betriebsmittel im Übertragungsnetz zu vermeiden oder zu beseitigen. Diese Maßnahme kann sowohl innerhalb einer Regelzone als auch darüber hinausgehend im Verbundnetz angewendet werden. Eine regional begrenzte Überlastung, beispielsweise einer Freileitung, kann durch die Absenkung der Wirkleistungseinspeisung eines oder mehrerer Kraftwerke bei gleichzeitiger Steigerung der Wirkleistungseinspeisung anderer Kraftwerke erreicht werden, wobei die gesamte Wirkleistung im Stromnetz in Summe in etwa konstant bleibt. Dieser Vorgang der kurzfristigen Veränderung der Lastaufteilung und Kraftwerkseinsatzplanung zwischen Kraftwerken wird als Redispatch bezeichnet.

## Verfahren

### Dispatch
Der Begriff Dispatch (dt. „Abfertigen, Ausliefern“) bezeichnet in diesem Zusammenhang die Einsatzplanung von Kraftwerken durch den Kraftwerksbetreiber. Der Zweck des Dispatchs ist es, die in betriebswirtschaftlicher Hinsicht möglichst lukrative Fahrweise des eigenen Kraftwerksparks umzusetzen. Dazu wird der Einsatz aller verfügbaren Kraftwerke unter Berücksichtigung der variablen Kosten des Kraftwerkseinsatzes (dominant sind bei fossilen Kraftwerken regelmäßig die Kosten des Brennstoffs) und unter Berücksichtigung der zu erwartenden Preise am jeweiligen Absatzmarkt geplant. Das Ergebnis des Dispatchs ist die Allokation der verfügbaren Kraftwerksleistung in räumlicher, zeitlicher und gradueller Hinsicht; ein sogenannter Fahrplan. Das graduelle Kriterium benennt, mit welcher Last (100 % = Volllast, kleiner als 100 % = Teillast) ein Kraftwerk fahren soll.
Alle Kraftwerksbetreiber sind verpflichtet, diesen Fahrplan mit den von ihnen am Folgetag zu produzierenden Strommengen beim jeweiligen Übertragungsnetzbetreiber (ÜNB) anzumelden. Dazu übermitteln sie bis zu einem gewissen Zeitpunkt, in Deutschland ist 14:30 Uhr des Vortages üblich, den Fahrplan aller eigenen Kraftwerke an den ÜNB, in dessen Regelzone sich die jeweiligen Kraftwerke befinden. Aus der Summe aller Fahrpläne in allen Regelzonen ergibt sich der Dispatch im gesamten Verbundnetz für den Folgetag.
Während bei fluktuierenden erneuerbaren Energien wie Photovoltaik und Windenergie der Fahrplan für den Folgetag auf der Auswertung von Wetterprognosen und Anlagenverfügbarkeiten basiert, sind regelbare erneuerbare Energien wie Wasserkraft in der Lage, den Einsatz der eigenen Kraftwerke für die Zukunft zu planen.

### Redispatch
Sobald die Übertragungsnetzbetreiber zum festgelegten täglichen Zeitpunkt alle Fahrpläne für den Folgetag erhalten haben, erstellen sie eine Übersicht der voraussichtlichen Ein- und Ausspeisung auf Netzebene, indem sie eine Lastflussberechnung durchführen. Dabei wird bestimmt, welche Teile des Stromnetzes, wie beispielsweise Leitungsabschnitte im Übertragungsnetz, durch den gemeldeten Dispatch wie stark beansprucht würden. Um nun am Folgetag die Anzahl der kurzfristigen Eingriffe in die Fahrweise von konventionellen und regenerativen Kraftwerken zur Sicherung der Netzstabilität (in Deutschland im Rahmen des Einspeisemanagement nach EnWG § 13 bzw. EEG § 6, § 11 und § 12) möglichst gering zu halten, wird bereits am Vortag das Ergebnis der Lastflussberechnung von den Übertragungsnetzbetreibern genutzt, um die Kraftwerksbetreiber zur Verschiebung der geplanten Stromproduktion anzuweisen. Dadurch können vorausschauend und gezielt Netzengpässe vermieden werden. Diese Anweisung zur Verschiebung der Stromproduktion wird mit dem Begriff Redispatch bezeichnet.
Ein Redispatch wird nur für Anlagen durchgeführt, deren Nennleistung über 10 MW beträgt. Die Durchführung des Redispatchs wird über sogenannte Kraftwerkspärchen organisiert, sodass von zwei Kraftwerken im Netz eines angewiesen wird weniger und das andere mehr elektrische Energie zu produzieren. Dadurch ändert sich nicht die Summe der Stromeinspeisung, sondern nur die örtliche Verteilung der Produktion im vermaschten Stromnetz.

#### Redispatch 2.0
Mit dem Netzausbaubeschleunigungsgesetz (NABEG) treten ab dem 1. Oktober 2021 zahlreiche Neuregelungen in Kraft, welche zusammenfassend als Redispatch 2.0 bezeichnet werden. Verantwortlich sind zukünftig auch die Verteilnetzbetreiber und es ergeben sich insbesondere für Netzbetreiber und Anlagenbetreiber neue Vorgaben für den Redispatch-Prozess. So erstreckt sich das neue Redispatch-Regime auch auf EE- und KWK-Anlagen ab 100 kW sowie Anlagen, die jederzeit für den Netzbetreiber fernsteuerbar sind, beispielsweise durch die Smart-Meter-Gateway-Technik.

## Volumen und Kosten
Im Jahr 2022 meldeten die Übertragungsnetzbetreiber Redispatchmaßnahmen mit einem Gesamtvolumen von rund 22.000 Gigawattstunden. Im Jahr 2014 waren es noch 4.249 GWh.
Die Kosten des Redispatchs werden in Deutschland auf die Netznutzungsentgelte umgelegt.
| Jahr                              | Deutschland  | Österreich   |
| --------------------------------- | ------------ | ------------ |
| 2011                              | 42 Mio. €    | 1,7 Mio. €   |
| 2012                              | 165 Mio. €   | 1,1 Mio. €   |
| 2013                              | 113 Mio. €   | 5,4 Mio. €   |
| 2014                              | 187 Mio. €   | 4,4 Mio. €   |
| 2015                              | 412 Mio. €   | 23,2 Mio. €  |
| 2016                              | 223 Mio. €   | 28,5 Mio. €  |
| 2017                              | 397 Mio. €   | 92,1 Mio. €  |
| 2018                              | 388 Mio. €   | 118,3 Mio. € |
| 2019                              | 227 Mio. €   | 147,3 Mio. € |
| 2020                              | 221 Mio. €   | 134,0 Mio. € |
| 2021                              | 590 Mio. €   | 99,4 Mio. €  |
| 2022                              | 2.690 Mio. € | 94,0 Mio. €  |
| 2023                              | 3.086 Mio. € |              |
| Quellen: Deutschland: Österreich: |              |              |

Die Kosten ergeben sich zum einen aus der Erstattung der Brennstoffkosten sowie der Anfahrtskosten der Anlage und zum anderen aus der Glattstellung des Bilanzkreises des von der Redispatch-Maßnahme betroffenen Betreibers durch den Übertragungsnetzbetreiber, wie dies im Falle des kompletten Herunterfahrens eines Kraftwerks der Fall ist.